# 韓森 (香港)
韓森（1917年10月—1999年8月），香港警察隊刑事偵緝處前總探長，後淪為香港通緝犯。呂樂、顏雄、藍剛、韓森合稱「四大探長」。

## 生平
韓森祖籍廣東東莞寮步鎮石龍坑，1917年10月生於香港長洲，綽號長洲仔，於1940年加入香港警隊，1941年香港日佔時期，韓森逃到家鄉東莞避難。1945年香港重光後，他返回香港當警察，並跟隨警界中東莞籍的實力派人物劉福，因而成為香港警隊東莞勢力的主要成員。於1950年成功破解一宗警察運金案件。於1966年升任探長，駐守於油麻地及旺角兩區。於1971年升任新界區總探長，由於當時香港總督麥理浩有意嚴厲打擊貪污，僅當了兩個多月總探長的韓森隨即申請提前退休，打算潛逃。1974年總督特派廉政專員公署成立後發覺韓森從警期間薪水、津貼合計，不到20萬港元，但韓森退休時卻擁有420萬元的財產，以收入與官職不相稱的理由通緝，韓森為逃避拘捕，於1974年移民加拿大，1976年6月22日在加拿大被捕，控以在香港財富與收入不相稱罪名。廉政公署曾嘗試引渡他回香港受審，但1年後渥太華聯邦法院判處韓森被控罪名在加拿大不成立，韓森獲得釋放。廉政公署再次上訴，1978年初上訴得直，惟韓森已潛逃到台灣，於1999年8月病逝。

## 追討
韓森資產不乏豪宅和旺區商廈。30年來廉政公署追討涉嫌貪污所得的財富。2006年，廉政公署與其中一名韓森的家屬達成庭外和解協議，對方同意交出總值高達1.4億元資產，相當於其生前遺下及被凍結的80%資產。

## 影視媒體形象
| 年份   | 片名           | 演員                        |
| 1992年 | 《四大探長》   | 郑则仕                      |
| 1992年 | 《廟街十二少》 | 曾江                        |
| 2023年 | 《風再起時》   | 周文健（中年） 白只（青年） |

## 相關連結
- 葛柏
- 呂樂
- 顏雄
- 藍剛
- 劉福
- 石堆

## 外部連結
- 廉政公署 - 探長貪污案 （页面存档备份，存于）